# Manfred Kuschmann
Manfred Klaus Kuschmann (ur. 25 lipca 1950 w Coswig, zm. 13 lutego 2002 w Halle) – niemiecki lekkoatleta reprezentujący NRD, specjalista biegów długodystansowych, mistrz Europy.
Na mistrzostwach Europy w 1974 w Rzymie zwyciężył w biegu na 10 000 metrów oraz zdobył srebrny medal w biegu na 5000 metrów (za Brytyjczykiem Brendanem Fosterem).
Zajął 2. miejsce w biegu na 5000 metrów w finale Pucharu Europy w 1973 w Edynburgu i 3. miejsce w tej konkurencji w finale Pucharu Europy w 1975 w Nicei.
Kuschmann był mistrzem NRD w biegu na 5000 m w latach 1974 i 1975 oraz wicemistrzem w 1977 i 1978, a także mistrzem w biegu na 10 000 m w 1974 i w biegu przełajowym (długi dystans) w 1971. Zdobył również halowe mistrzostwo NRD w biegu na 3000 metrów w 1977 i brązowy medal w 1971 oraz złoto w biegu na 5000 m w 1977.
Trzykrotnie poprawiał rekord NRD w biegu na 5000 m do wyniku 13:19,51 (5 lipca 1977 w Sztokholmie).
Rekordy życiowe:
- bieg na 3000 m – 7:48,8 (28 sierpnia 1974, Poczdam)
- bieg na 5000 m – 13:19,51 (5 lipca 1977, Sztokholm)
- bieg na 10 000 m – 28:09,56 (4 lipca 1974, Lipsk)

Zmarł na chorobę nowotworową.